# Oenothera conferta
Oenothera conferta är en dunörtsväxtart som beskrevs av Otto Renner och Hirmer. Oenothera conferta ingår i släktet nattljussläktet, och familjen dunörtsväxter. Inga underarter finns listade i Catalogue of Life.